# 国会図書館 (大韓民国)
国会図書館（こっかいとしょかん）は、大韓民国の立法府である国会に属する図書館（議会図書館）。ソウル特別市汝矣島の国会議事堂と同じ敷地に所在する。国会議員および関連職員のために、国会の立法活動と国政審議に必要な情報を収集・整理・分析して提供することが本来の機能であるが、一般の利用者（18歳以上）にも開放されている。
『長期刊行物記事索引』『韓国博士及び修士学位論文総目録』などの作成のほか、国内外の各種データベースを運用し、利用者に提供している。2008年1月末現在、一般図書約256万4000巻、マルチメディア資料約4万3000点、非図書資料約20万7000点、長期刊行物2万1200種、新聞930種を所蔵している。

## 沿革
- 1952年2月20日 - 釜山（戦時首都）において国会図書室として発足。
- 1955年11月6日 - 「国会図書館」に昇格。
- 1963年12月17日 - 国会図書館法制定。
- 1964年10月1日 - 国会図書館法による納本がはじまる。
- 1975年9月15日 - 汝矣島の国会議事堂に移転。
- 1988年2月20日 - 新館舎（現在地）に移転開館。
- 1998年10月1日 - 一般利用者に国会図書館を開放。

## 利用情報
- 所在地：ソウル市永登浦区議事堂路1
- 開館時間：9:00 - 22:00（平日）、9:00 - 22:00（平日）、
- 休館日：毎月第2・4週の土曜日、国定祝日・記念日
- 地下1階に食堂あり（昼食11:30～13:30、夕食17:30～19:00）

## 交通アクセス
- ソウル市メトロ9号線国会議事堂駅1番出口から徒歩5分